# París-Roubaix 2005
La París-Roubaix 2005 fou la 103a edició de la París-Roubaix. La cursa es disputà el 10 d'abril de 2005 i fou guanyada pel belga Tom Boonen, que s'imposà a l'esprint als seus tres companys d'escapada en la meta al velòdrom André Pétrieux de Roubaix, l'estatunidenc George Hincapie i el català Joan Antoni Flecha. Aquesta era la setena cursa de l'UCI ProTour 2005.

## Classificació final
|    | Ciclista                 | Equip             | Temps      | UCI ProTour Punts |
| -- | ------------------------ | ----------------- | ---------- | ----------------- |
| 1  | Tom Boonen (BEL)         | Quick Step        | 6h 29' 38" | 50                |
| 2  | George Hincapie (EUA)    | Discovery Channel | m. t.      | 40                |
| 3  | Joan Antoni Flecha (CAT) | Fassa Bortolo     | m. t.      | 35                |
| 4  | Magnus Bäckstedt (SWE)   | Liquigas          | + 1' 39"   | 30                |
| 5  | Lars Michaelsen (DEN)    | Team CSC          | + 2' 43"   | 25                |
| 6  | Léon van Bon (NED)       | Davitamon-Lotto   | + 3' 49"   | 20                |
| 7  | Florent Brard (FRA)      | Agritubel         | + 3' 49"   | -                 |
| 8  | Fabian Cancellara (SUI)  | Fassa Bortolo     | + 3' 49"   | 10                |
| 9  | Thor Hushovd (NOR)       | Crédit Agricole   | + 3' 49"   | 5                 |
| 10 | Arnaud Coyot (FRA)       | Cofidis           | + 3' 49"   | 1                 |